# Japão nos Jogos Olímpicos de Inverno de 1976
O Japão competiu nos Jogos Olímpicos de Inverno de 1976, realizados em Innsbruck, Áustria.